# جعارة
جعارة قرية سوريّة تتبع إداريّاً لمحافظة حلب منطقة السفيرة ناحية بنان، بلغ تعداد سكانها 1,638 نسمة حسب التعداد السكاني لعام 2004.